# Lanț de zăpadă

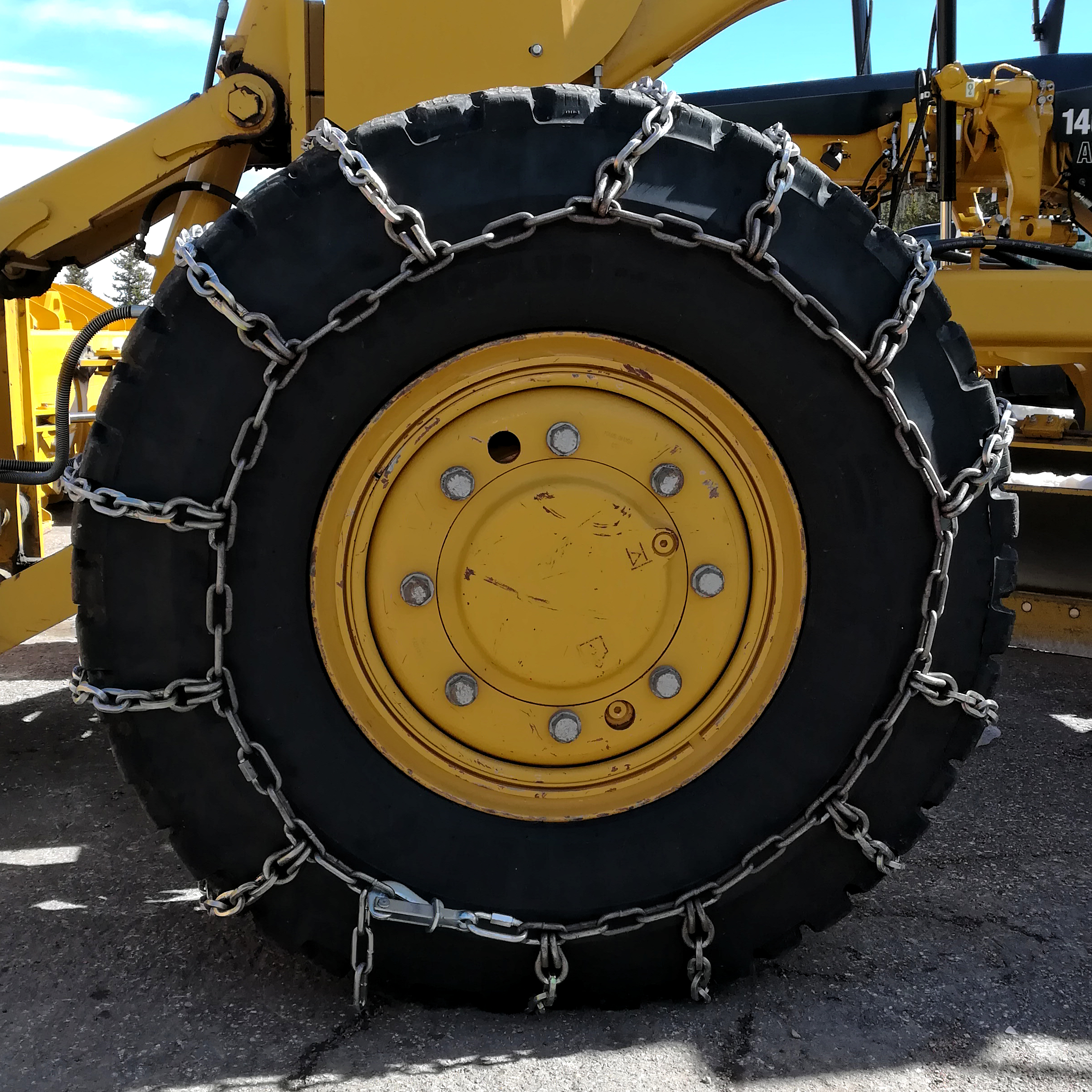
Un lanț de zăpadă

Indicator rutier care prevede echiparea obligatorie a autovehiculelor cu lanțuri de zăpadă

Lanțurile de zăpadă (lanțuri de anvelope sau lanțuri antiderapante) sunt dispozitive montate pe anvelopele vehiculelor pentru a oferi maximum de tracțiune prin zăpadă și gheață.  